# Gunnar Setterwall
Gunnar Setterwall (n. 18 august 1881, Stockholm, Suedia-Norvegia – d. 26 februarie 1928, Stockholm, Suedia) a fost un jucător de tenis suedez, medaliat olimpic. A participat la 2 ediții ale Jocurilor Olimpice (1908, 1912) în care a câștigat două medalii de argint și două medalii de bronz.